# 宮城松隆
宮城 松隆（みやぎ まつたか、1943年 - 2012年 ）は、日本の詩人。

## 来歴
沖縄県生まれ。琉球大学法文学部文学科国文学専攻卒業。詩誌「非世界」および「脈」同人、日本詩人クラブ会員。沖縄戦の詩、生死を凝視する詩を沖縄の地から発信するとともに、個人詩誌「キジムナー通信」により、沖縄の新世代の詩人の発表の場を設けた。「沖国大文学」で活動した宮城隆尋、松永朋哉、トーマ・ヒロコらの新世代の書き手にも「キジムナー通信」の誌面を提供、「沖国大文学」とともに山之口貘賞受賞者を輩出する端緒をつくった。

## 書籍

### 詩集
- 『島幻想』（1990年、私家版）
- 『宛先不明』（1993年、潮流出版社）
- 『現代詩人精選文庫第61巻・宮城松隆詩集』（1995年、表現社）
- 『闇の人影』（1999年、漉林書房）
- 『逢魔が時』（2001年、編集工房アオキ）
- 『しずく』（2006年、編集工房アオキ）
- 『新選・沖縄現代詩文庫（5）宮城松隆詩集』（2009年、脈発行所）

### エッセイ・作品集
- 『詩語の密度』（1994年、脈発行所）
- 『日常と幻視―村田正夫の世界』（1998年、潮流出版社）
- 『宮城松隆追悼集　薄明の中で』（2013年、宮城松隆追悼集発行委員会）